# Virginia Gildersleeve

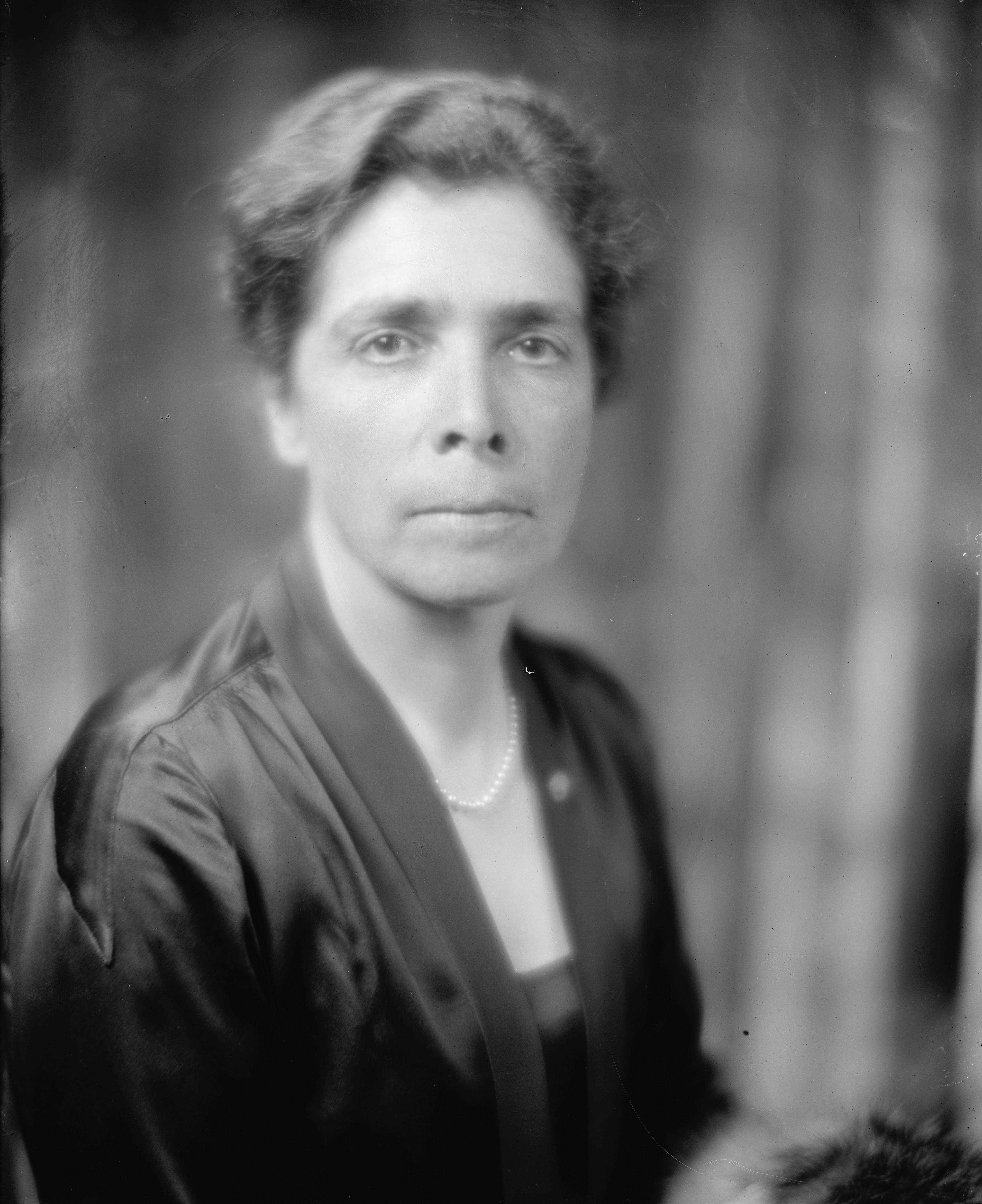
Virginia Gildersleeve

Virginia Crocheron Gildersleeve (* 3. Oktober 1877 in New York; † 7. Juli 1965 in Centerville, Massachusetts) war eine US-amerikanische Historikerin und Anglistin. Von 1911 bis 1947 war sie Dekanin des Barnard College in New York und Mitbegründerin der International Federation of University Women.

## Biographie
Virginia Gildersleeve war eine Tochter von Virginia Crocheron und des Richters Henry Alger Gildersleeve; die Familie war protestantisch. Nach einem Abschluss am Barnard College – das Barnard war ein Frauencollege, das mit der Columbia University kooperierte – studierte sie an der Columbia University Mittelalterliche Geschichte bei James Harvey Robinson, Soziologie bei Franklin H. Giddings und Geschichte der Philosophie bei Nicholas Murray Butler. 1899 schloss sie ihr Studium als Jahrgangsbeste ab. Sie erhielt ein Graduiertenstipendium und erwarb 1900 an der Columbia den Master in Geschichte.
Nach fünf Jahren als Lehrerin für das erste Studienjahr im Barnard College kehrte Gildersleeve an die Columbia zurück, um in Englisch zum Thema Government Regulation of Elizabethan Drama zu promovieren. 1910 erhielt sie eine Assistenzprofessur für Englisch am Barnard College, 1911 übernahm sie die Position der Dekanin des College und die der Beraterin für weibliche Graduierte an der Columbia. Obwohl Mitglieder des Kuratoriums sowie die Leitungen anderer Fraueninstitutionen die Aktivitäten der Suffragetten ablehnten und ihren Studentinnen zum Teil auch verboten, daran teilzunehmen, weigerte sich Gildersleeve, die Studentinnen daran zu hindern, sondern ermutigte Dozentinnen und Studentinnen, sich für das Frauenwahlrecht und auch ansonsten politisch zu engagieren.
In ihren Jahren als Dekanin formte Gildersleeve das eher kleine und bis dahin finanziell schlecht gestellte Barnard in ein anerkanntes College von internationalem Ruf um. Sie arbeitete eng mit Butler zusammen und modernisierte den Lehrplan. So wurde etwa Latein abgeschafft, dem Curriculum hinzugefügt wurden Leibeserziehung, Hauswirtschaft und Politikwissenschaft sowie ein Kurs für Studienanfänger, der auch Sexualkunde beinhaltete, ein „radikaler Schritt für die damalige Zeit“. Aus der Überzeugung, dass die Studenten die Lebensweise verstehen sollten, die sie bald zu verteidigen hätten, führte sie 1938 den neuen Bereich der Amerikanistik ein. Während des Zweiten Weltkriegs richtete Gildersleeve „Kriegskurse“ ein, insbesondere solche, die sich auf Mathematik konzentrierten.
Gildersleeve engagierte sich dafür, dass das College zum einen von der Columbia unabhängig blieb, die Studentinnen des Colleges aber andererseits zunehmend Angebote der Universität in Anspruch nehmen konnten. Sie ebnete den Weg für Frauen, die in Barnard studierten, auch Angebote der Columbia wahrnehmen konnten, zuerst in der medizinischen Fakultät, dann in der Rechtswissenschaft und schließlich im Ingenieurwesen, nachdem mit Eintritt der USA in den Zweiten Weltkrieg Frauen Positionen einnehmen konnten, die traditionell von Männern gehalten wurden.
1918 kam eine britische Universitätsmission in die Vereinigten Staaten und nach Kanada, um engere Beziehungen zu den dortigen Universitäten aufzubauen. Zu dieser Delegation gehörten Rose Sidgwick, Dozentin für Geschichte an der University of Birmingham, und Caroline Spurgeon von der University of London. Während dieses Besuches entstand eine enge Freundschaft zwischen Gildersleeve und ihren englischen Kolleginnen. Noch in den USA starb Sidgwick aber an der Grippe. Es entstanden erste Pläne zur Gründung der International Federation of University Women, deren Satzung von Gildersleeve verfasst wurde. 1920 fand die erste Konferenz der Federation statt; Gildersleeve war von 1924 bis 1926 und von 1936 bis 1939 deren Präsidentin. 1940 trat sie dem Committee to Defend America by Aiding the Allies bei. Mit dem Eintritt der USA in den Zweiten Weltkrieg half sie, die weibliche Marinereserve WAVES ins Leben zu rufen. Im Jahr 1945 ernannte Präsident Roosevelt sie als einzige Frau in der siebenköpfigen Delegation bei der Konferenz in San Francisco, die die Charta der Vereinten Nationen ausarbeitete.
1947, im Alter von 70 Jahren, verließ Virginia Gildersleeve das Barnard College und ließ sich gemeinsam mit Elizabeth Reynard, einer Englischlehrerin vom Barnard in Bedford, New York, nieder, wo sie ihre Memoiren Many a Good Crusade (1954) und eine Sammlung von Zeitschriftenartikeln mit dem Titel A Hoard for Winter (1962) verfasste. Nach dem Tod ihrer Lebensgefährtin im Jahr 1962 zog sie in ein Pflegeheim in Centerville, Massachusetts. Dort starb sie am 7. Juli 1965 im Alter von 87 Jahren.

## Antijüdische Politik am Barnard College
Das Barnard College wurde von Annie Nathan Meyer gegründet worden und erhielt in folgenden Jahren große Spenden von Jacob Schiff, die beide Juden waren. Als die Protestantin Virginia Gildersleeve 1911 die Leitung von Barnard übernahm, versuchte sie die Spuren der beiden jüdischen Mäzene zu tilgen. So spendete Schiff 1916 eine halbe Million Dollar für den Bau des Hauptgebäudes mit dem Gedanken, „no discrimination [be] made in favor of any particular religious group or class in the use of this building“. 1926, nach dem Tod von Schiff, wurde das Gebäude Barnard Hall und nicht nach dem Stifter benannt. Annie Nathan Meyer protestierte, „the College is unwilling to place upon one of its building the name of a Jew“, aber Gildersleeve blieb mit der Unterstützung von Nicholas Murray Butler bei ihrer Entscheidung.
Gildersleeve und Butler versuchten ebenfalls, die Zahl der jüdischen Studenten in Barnard und Columbia zu drücken (rund 40 Prozent vor dem Ersten Weltkrieg, rund 20 Prozent in den Zwischenkriegsjahren), vor allem die von Juden, deren Familien aus Osteuropa gekommen waren und von denen eine steigende Zahl in und um New York lebten. Gildersleeve sprach von einem „Jewish problem“, wobei sie damit nicht die jüdischen Frauen aus wohlhabenden Familien meinte, sondern die aus ärmlichen Familien und von niedrigem sozialen Status. Man einigte sich darauf, die Zulassung nicht mehr von den akademischen Leistungen abhängig zu machen, sondern von Interviews, Empfehlungsschreiben und der „geografischen Verteilung“. Es wurde ein Wohnheim errichtet, damit auch Studentinnen aus anderen Teilen des Landes (wo weniger Juden lebten als in New York) die Möglichkeit bekamen an der Barnard zu studieren, mit dem Ziel, die Zahl der jüdischen Studentinnen aus der Stadt selbst zu verringern. Demgegenüber standen jüdische Professoren, die zum Renommee der beiden Hochschulen beigetragen hatten, darunter der Kunsthistoriker Meyer Schapiro, der Physiker Isidor Rabi, der Literaturwissenschaftler Lionel Trilling sowie Franz Boas, der an der Barnard die Bereiche Anthropologie und Linguistik ausbaute.
Um ihr Ziel der Bevorzugung von Frauen aus wohlhabenden protestantischen Familien zu erreichen, betrieb Gildersleeve die Gründung der „Seven Sisters“ mit dem Mount Holyoke College, dem Vassar College, dem Smith College, dem Wellesley College, dem Radcliffe College, und dem Bryn Mawr College, die vornehmlich „White Anglo-Saxon Protestant“ geprägt waren. In New York waren jüdische Studentinnen und Studenten weitgehend von den üblichen Vereinen und Verbänden ausgeschlossen, so dass sie eigene Netzwerke wie die Columbia/Barnard Menorah Society gründeten. Die Diskriminierung der jüdischen Studenten ging so weit, dass eine jüdische Studentin in einer College-Zeitschrift 1936 ihre ebenfalls jüdischen Kommilitoninnen aufforderte, keine Kritik an Adolf Hitler zu äußern, um nicht anzuecken.
In den 1920er Jahren war Gildersleeve an mehreren amerikanischen protestantischen Bildungsbemühungen im Nahen Osten beteiligt; dabei wurde sie zu einer Antizionistin. Sie lehnte die Gründung Israels nach dem Zweiten Weltkrieg ab, da sie „gegen die nationalen, militärischen, strategischen und kommerziellen Interessen sowie gegen den gesunden Menschenverstand“ verstieße. Im 10. Januar 1946 schrieb sie an den Vorsitzenden des Anglo-amerikanischen Untersuchungskomitee, den Briten John Singleton, dass man den Juden, obwohl heimatlos, nicht erlauben könne, Palästina zu beherrschen: „Ich bitte Sie eindringlich, nicht zu billigen, Palästina mit Gewalt die politische Herrschaft einer Minderheit seiner Bürger aufzuzwingen.“ 1948 wurde sie Vorsitzende des von ihr mitgegründeten Committee for Justice and Peace in the Holy Land. Sie verkündete, dass US-Politiker aus Furcht vor jüdischen Wählern die Araber „schikaniert“ hätten, damit diese eine „Flut von Ausländern“ (sprich: Juden) nach Palästina einlassen.

## Schriften
- Many a good crusade : memoirs, New York : Macmillan, 1954